# Giovanni Antonio Piani
Pour les articles homonymes, voir Piani.
Giovanni Antonio Piani (parfois orthographié Piano ou Piana, né en 1678 à Naples et mort après 1759 à Vienne) est un violoniste et compositeur italien du XVIIIe siècle.

## Biographie
Giovanni Antonio Piani étudie le violon en 1691 au Conservatoire de la Pietà dei Turchini puis vient en France au service de Louis-Alexandre de Bourbon sous le nom de Jean-Antoine Desplanes.